# پوبلیوس سرویلیوس (کنسول ۴۹۵ قبل از میلاد)
پوبلیوس سرویلیوس پریسکوس استروکتوس (به لاتین: Publius Servilius Priscus Structus) یک دولتمرد و نظامی سدهٔ پنجم قبل از میلاد در جمهوری روم بود که به‌عنوان کنسول سال ۴۹۵ ق.م. خدمت کرد.

## زندگی‌نامه

### خانواده
او برادر کوئینتوس سرویلیوس بود که در ۴۹۴ ق.م. و در زمان نصب مانیوس والریوس به دیکتاتوری به‌عنوان ارباب سوارانش برگزیده شد. او از خاندان سرویلیان بود.

### شورش بدهکاران (۴۹۵ ق. م)

#### زمینهٔ شورش
در نخستین سال‌های جمهوری تمام مناصب سیاسی در انحصار مهتران بود و توده‌ها را نماینده‌ای نبود و سنا صرفاً از منافع قدرتمندان محافظت می‌کرد. همچنین، قوانین موضوعه به طلب‌کاران اجازه می‌داد بدهکارانِ عاجز از پرداخت دیون را به بردگی بکشانند. افزون‌بر آن، روم درگیر تسلط‌بر ایتالیای مرکزی بود و بدین سبب کم‌وبیش درگیر جنگ‌های پیاپی با خلق‌های همسایه‌ای چون اکوئیان و ولسکیان و اتروسکان و هرنیکیان بود. برای همین، ارتش روم، عمدتاً متشکل‌از بَرزگران و افزارمندان، دائم در حالت بسیج عمومی به‌سر می‌برد و همین سبب می‌شد سربازان توده‌ای نتوانند به کار و بار و پیشه‌شان برسند. مجموع این عوامل باعث ایجاد وضعیتی تنش‌آلود میان بدهکارانِ برخاسته از توده‌ها و طلب‌کارانِ برخاسته از مهتران و سناتورها شده بود.

#### وقوع شورش
در ۴۹۵ ق. م، او و آپیوس کلاودیوس به کنسولی برگزیده شدند. در سال کنسولی ایشان شورشی روی داد که در آن جمعیتی انبوه از بدهکاران بر فروم رم یورش بردند و شکوه کردند که چرا وقتی از پرداخت دیون ناتوانند طلب‌کاران باید ایشان را به بردگی بکشانند؛ ایشان از سنا خواستند بدین مشکل رسیدگی کند. کنسول کلاودیوس به سنا پیشنهاد کرد که با خشونت این اعتراضات را سرکوب کند، حال‌آنکه کنسول سرویلیوس مایل به راه‌حل‌های میانه و آشتی با توده‌ها بود.
در حالی‌که در سنا راجع‌به نحوهٔ برخورد با مطالبات بدهکاران بحث می‌کردند، به شهر خبر رسید که ولسکیان (همسایگان جنوبی) سپاهی راست داشته‌اند و به‌سوی روم در حرکتند. طبق معمول، سناتورها خواستند سپاهی فراهم کنند تا با دشمن رویارو شوند، و برای همین فرمان سربازگیری دادند. لیکن توده‌ها، در همبستگی با معترضان بدهکار، فرمان سنا را پاسخ ندادند و گفتند که خود مهتران و اغنیای شهر باید به جنگ بروند. پس سنا کنسول سرویلیوس را، که مردم‌دارتر بود، مأمور کرد با توده‌ها سخن بگوید و ایشان را بر سر عقل بیاورد. سرویلیوس به نشست توده‌ها درآمد و ایشان را چند وعده و وعید داد و، در پایان سخنرانی، یک دستور الزام‌آور به سود توده‌ها صادر کرد که برمبنای آن هیچ رومی نمی‌توانست یک شهروند را در بند و زنجیر یا در بازداشت نگاه دارد، و تا وقتی یک سرباز رومی در لشکرگاه یا جبههٔ جنگ است کسی حق ندارد اموالش را غصب نماید یا بفروشد یا فرزندان و نوادگان او را بازداشت کند. پس چون این دستور اعلام شد، توده‌ها به اقوال کنسول اعتماد کردند و فوراً شمار زیادی از بدهکاران پیش آمدند و سوگند نظامی یاد کردند و برای جنگ نام‌نویسی کردند. در جنگی که روی داد، ایشان ولسکیان را شکست دادند و شهر سوئسا پومتیا را گرفتند و سپس سابینان و آورونکیان را نیز مغلوب کردند.
در پایان این نبردها، توده‌ها منتظر وفای کنسول سرویلیوس و سنا به وعده‌هایشان شدند. لیکن کنسول کلاودیوس، هم براثر تکبر فطری‌اش و هم برای آنکه همکارش را بدنام سازد، فرامینی چنان به‌سود طلب‌کاران صادر کرد که بدهکاران تحویل طلب‌کاران سابقشان شدند و حتی برخی‌شان بازداشت شدند. بدهکارانی که بازداشت می‌شدند، دست به دامان کنسول سرویلیوس می‌شدند و او را قول و قرارهایش یاد می‌آوردند و از وی می‌خواستند که مشکلشان را در سنا مطرح کند و مانع اقدامات مستبدانه و خودسرانهٔ همکارش شود. سرویلیوس تحت‌تأثیر محنت توده‌ها واقع شد، لیکن از رویارویی با همکارش، که کل سناتورها و مهتران شهر جانبدارش بودند، ابا داشت و شروع به وسط‌بازی کرد. نتیجه این شد که توده‌ها او را دروغزن داشتند و با او قهر کردند. دشمنی آپیوس با همکارش به‌حدی بود که سنا را تحریک کرده بود که برای کنسول سرویلیوس جشن پیروزی راست ندارد.در این میان، بیم یک جنگ سابینی دیگر می‌رفت و باز سنا دستور به سربازگیری از میان توده‌ها داد اما کسی داوطلب اعزام نشد. کنسول کلاودیوس عوام‌گرایی همکارش را نکوهید و خود به‌تنهایی برای سربازگیری اقدام کرد و، در میان جمعیت معترضان، دستور داد یکی از رهبران شورشیان را دستگیر کنند؛ وقتی لیکتورها آن شورشی را کشان‌کشان می‌بردند، او از توده‌ها تظلم کرد، لیکن کلاودیوسِ ضدمردمی اجازهٔ تظلم نداد. در پایان، بی‌آنکه غائلهٔ بدهکاران خاتمه یافته باشد، دوران کنسولی او و سرویلیوس پایان یافت و در این حال کلاودیوس محبوب اشراف و سنا شده بود و سرویلیوس منفور توده‌ها.

### پس از کنسولی
در سال ۴۹۳ ق. م، پس از آنکه توده‌های روم در اعتراض به بی‌توجهی سنا به مشکلات بدهی‌شان در کوه مقدس بست‌نشستند، سرویلیوس یکی از ده نفری بود که سنا برای مذاکره با بست‌نشینندگان بدان کوه فرستاد. این مأموریت موفقیت‌آمیز بود و به پایان بست‌نشینی و توافق معترضان با سنا بر سر تشکیل کلانترهای جدیدی به‌نام تریبون‌های مردمی انجامید.